# Александр Патрикеевич
Александр Патрикеевич (ум.после 1402) — князь стародубский, упомянутый летописью под 1402 годом. Возможно, был одним лицом с Александром звенигородским, отъехавшим в Москву из Литвы в 1408 году.
В 1402 году в битве под Любутском вместе с литовским князем Лугвением Ольгердовичем разбил рязанское войско во главе с Родославом Ольговичем, направлявшееся к Брянску.
Происхождение Александра (вернее, его отца) вызывает споры. Традиционно считался сыном Патрикея Наримунтовича, при этом отождествляемого с Патрикеем Давыдовичем стародубским Любецкого синодика. Также Патрикей Наримунтович отождествляется с Патрикеем звенигородским, а Александр Патрикеевич стародубский— с Александром звенигородским, отъехавшими в Москву из Литвы в 1408 году, По этой причине Патрикей Наримунтович считается также звенигородским князем. Александр (как сын Патрикея Наримунтовича) считается основателем рода князей Корецких.
Новые исследователи отмечают, что имя Наримунта в крещении было Глеб, а не Давыд, а Давыд был совершенно отдельным князем, служившим на западных рубежах Литвы против крестоносцев.
В летописях при перечислении князей, отъехавших в 1408 году в Москву, упоминается также Фёдор Александрович. У Фёдора Андреевича звенигородского (уп.1377), согласно Любецкому синодику, действительно был сын Александр, а у того — сын Фёдор.

## Дети
- Семён
- Аграфена — выдана 8 октября 1403 года замуж за можайского князя Андрея Дмитриевича.